# سوپرتون
سوپرتون (به انگلیسی: Soperton) یک جامعه ثبت نشده است که در شهر وابانو در شهرستان فارست، ویسکانسین، ایالات متحده آمریکا واقع شده‌است.

## تاریخ
یک اداره پست به نام سوپرتون در سال ۱۹۰۵ تأسیس شد و تا زمانی که در سال ۱۹۵۶ متوقف شد، به کار خود ادامه داد نام این انجمن از شرکت سوپر الامبر که در این منطقه فعالیت می‌کرد گرفته شد.

## افراد قابل توجه
- ویلند بکر، بازیکن فوتبال، در سوپرتون به دنیا آمد.

## یادداشت
1. ↑  "Soperton". سامانه اطلاعات نام‌های جغرافیایی، سازمان زمین‌شناسی آمریکا.
2. ↑  "Soperton Populated Place Profile / Forest County, Wisconsin Data".
3. ↑  "Forest County". Jim Forte Postal History. Retrieved 28 March 2015.
4. ↑   {{cite book}}: Empty citation (help)